# 宗谷郡
宗谷郡（日语：／ Sōya gun */?）為日本北海道宗谷綜合振興局的郡，位於宗谷綜合振興局中部，為北海道不含島嶼的區域中最北方的郡。
名稱源於阿伊努語「so-ya」，意思是岩石海岸。

## 轄區
轄區包含1村：
- 猿拂村

## 沿革

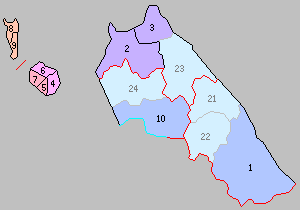
北海道一・二級町村制施行時宗谷郡下辖町村（2.稚内村 3.宗谷村 紫：稚内市 水色：分立現存町村 23.猿拂村）

- 1869年8月15日：北海道設置11國86郡，北見國宗谷郡成立。
- 1879年：設置宗谷村戶長役場。
- 1897年11月：北海道實施支廳制，北見國宗谷郡隸屬宗谷支廳之管轄，此時宗谷郡下轄稚內村、抜海村、聲問村、宗谷村、泊內村、猿拂村。[2]（6村）
- 1900年7月1日：稚內村、抜海村、聲問村合併為稚內町，並成為北海道一級町。（1町3村）
- 1909年4月1日：宗谷村、泊內村、猿拂村合併為宗谷村，並成為北海道二級村。（1町1村）
- 1924年1月1日：猿拂村從宗谷村分村。（1町2村）
- 1943年6月1日：北海道一級二級町村制廢止，宗谷村、猿拂村改為內務省指定村。
- 1946年10月5日：指定町村制廢止。
- 1949年4月1日：稚內町改制為稚內市，並脫離宗谷郡之管轄。（2村）
- 1955年2月1日：宗谷村併入稚內市，並脫離宗谷郡之管轄。（1村）